# Hyacinthe Jourdain Ansalone
Hyacinthe Jourdain Ansalone, ((it) Giordano di San Stefano Ansalone) (Né à Santo Stefano Quisquina, Royaume de Sicile le 1er novembre 1598 - décédé à Nagasaki le 17 novembre 1634) est un missionnaire italien Dominicain du XVIIe siècle mort martyr au Japon. 

## Biographie
Hyacinthe Jourdain Ansalone entre chez chez les Dominicains en Sicile. Il commence sa formation initiale à Palerme avant de la poursuivre en Espagne à Salamanque en 1618 avec l'idée de pouvoir être ensuite envoyé en mission dans le Nouveau Monde. Il embarque à Séville en 1625 pour le Mexique puis poursuit vers les Philippines où il exerce la fonction d'aumônier d'hôpital dans l'hôpital Saint Gabriel fondé par les Dominicains et qui soignait principalement les immigrés chinois et japonais de Manille. A cette occasion il se familiarise à leur langue. Son intérêt pour la Chine le conduit à conduire des recherches sur les religions chinoises, religions sur lesquelles il écrit un traité (non achevé). 
En 1631, il se propose pour la périlleuse mission au Japon. Il arrive en 1632 déguisé en bonze et commence à parcourir le pays venant en aide aux catholiques japonais persécutés. Il finit par être arrêté le 4 août 1634. Soumis à la torture il reste ferme dans sa foi. Il assiste impuissant à l'exécution de son compagnon d'infortune Thomas de Saint-Hyacinthe. Le 18 novembre, il est lui-même mis à mort à Nagasaki.

## Vénération
Hyacinthe Jourdain Ansalone fut béatifié avec 15 autres martyrs, appelés encore les Seize martyrs de Nagasaki le 18 février 1981 par le pape Jean Paul II et canonisé à Rome par ce dernier le 18 octobre 1987. Il est fêté le 17 novembre.